# فريتز ويت
فريتز ويت (بالألمانية: Fritz Witt)‏ هو ضابط ألماني، ولد في 27 مايو 1908 في هونلمبورغ ‏ في ألمانيا، وتوفي في 14 يونيو 1944 في Venoix ‏ في فرنسا.